# Episodi di Capitan Onedin (sesta stagione)
La sesta stagione della serie televisiva Capitan Onedin è stata trasmessa in anteprima nel Regno Unito dalla BBC One tra il 16 luglio 1978 e il 17 settembre 1978.
| nº | Titolo originale        | Titolo italiano | Prima TV UK       | Prima TV Italia |
| -- | ----------------------- | --------------- | ----------------- | --------------- |
| 1  | No Smoke Without Fire   |                 | 16 luglio 1978    |                 |
| 2  | Collision Course        |                 | 23 luglio 1978    |                 |
| 3  | Double Dealers          |                 | 30 luglio 1978    |                 |
| 4  | Stand by to Go About    |                 | 6 agosto 1978     |                 |
| 5  | The Upright Man         |                 | 13 agosto 1978    |                 |
| 6  | The Reverend's Daughter |                 | 20 agosto 1978    |                 |
| 7  | Highly Explosive        |                 | 27 agosto 1978    |                 |
| 8  | A Sea of Troubles       |                 | 3 settembre 1978  |                 |
| 9  | Men of Honour           |                 | 10 settembre 1978 |                 |
| 10 | The Fortune Hunters     |                 | 17 settembre 1978 |                 |